# HD 171487
HD 171487，又名BD+20 3847，SAO 86203、HR 6975，是一颗恒星，视星等为6.57，位于銀經49.58，銀緯12.81，其B1900.0坐标为赤經18h 30m 1.4s，赤緯+20° 12.81′ 19″。